# Beach Ball

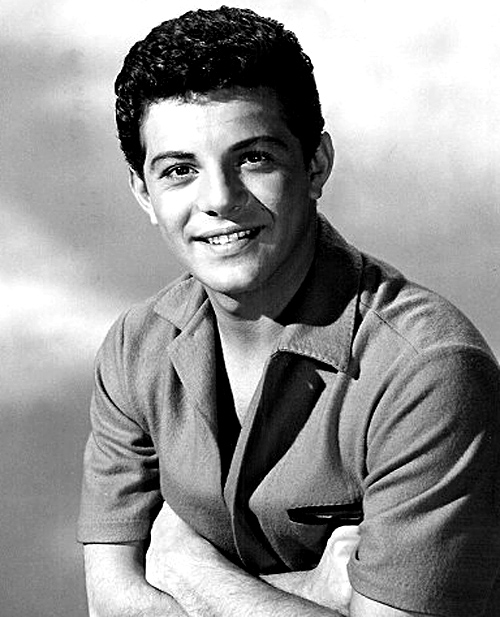
Fotografia de Frankie Avalon, protagonista de la pel·lícula.

Beach Ball és una comèdia musical estrenada el 1965 de Lennie Weinrib, amb una aparició del grup The Supremes.
Beach Party va ser la primera de les set pel·lícules de festes de platja de l'AIP dirigida a un públic adolescent. D'aquesta pel·lícula es diu sovint que va crear el gènere de festes de platja.

## Repartiment
- Robert Logan, Bango
- Dick Miller, un policia
- Edward Byrnes, Dick
- Chris Noel, Susan
- Gail Gilmore, Deborah